# Élodie Chérie
Élodie Chérie, née le 9 septembre 1966 à Saint-Étienne, est une actrice pornographique française. Sa carrière dans le cinéma X dure de 1992 à 2004.

## Biographie
Élodie commence sa carrière de hardeuse dans des films amateur, afin de s'évader du monde de l'usine où elle travaillait. En 1992, elle devient actrice porno à plein temps ; on la voit ensuite dans plusieurs productions importantes de X français, notamment  Les Nuits de la présidente ou Le Parfum de Mathilde produits par Marc Dorcel. En 1996, elle reçoit un Hot d'or pour La Princesse et la Pute. Elle a été la marraine officielle des « Magics Fans » supporters de l'AS Saint-Étienne,,.
Elle met un terme à sa carrière pornographique dans la première moitié des années 2000.

## Récompenses
- 1996 : Hot d'or de la Meilleure actrice européenne second rôle

## Filmographie sélective

### Pornographique

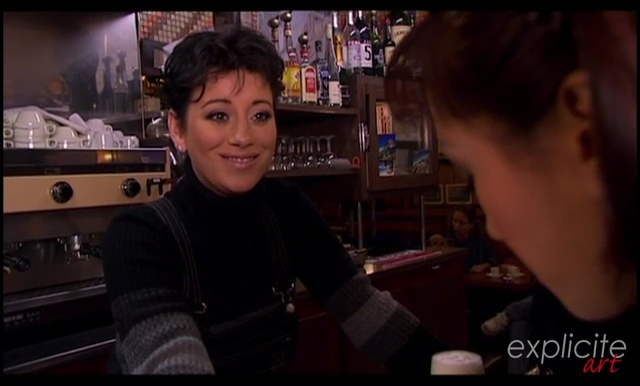
Élodie Chérie dans une scène du film XYZ, de John B. Root (2000).

- 1991 : Les Putes de l'autoroute, Michel Ricaud (2 Hot d'or)
- 1993 : NestChristine la chaudasse, Alain Payet
- 1993 : Château de dames, Michel Ricaud
- 1993 : Les Miches de la boulangère, Michel Ricaud
- 1993 : Offertes à tout n° 3, Michel Ricaud
- 1994 : Le Parfum de Mathilde, Marc Dorcel (3 Hot d'Or)
- 1994 : Les Visiteuses, Alain Payet
- 1996 : Citizen Shane (3 Hot d'Or)
- 1996 : Le Désir dans la peau (4 Hot d'Or)
- 1996 : La Princesse et la Pute, Marc Dorcel
- 1997 : Délires obscènes, Alain Payet
- 1997 : Les Nuits de la présidente, Alain Payet (5 Hot d'Or)
- 1997 : Salomé, Franco Lo Cascio
- 1999 : Prison, Alain Payet
- 1999 : Hotdorix, Alain Payet
- 1999 : Machos, Fred Coppula
- 1999 : Manue au top, Alain Payet (5 Hot d'or)
- 2000 : Entre Femmes, Marc Dorcel
- 2000 : 2000 ans d'amour, Alain Payet
- 2000 : Cargo accès interdit, Alain Payet
- 2000 : La Gitane, Alain Payet
- 2000 : XYZ, de John B. Root
- 2001 : Casino, Mario Salieri
- 2001 : Lady Chérie, Nicky Ranieri
- 2004 : Sexe & internet, Stan Lubrick

### Non pornographique
- 1996 :  Time Demon, de Richard J. Thomson
- 1998 : Terror of Prehistoric Bloody Creature from Space, de Richard J. Thomson.